# Patrick Ivuti
Patrick Ivuti (Machakos, 30 giugno 1978) è un maratoneta e mezzofondista keniota.

## Biografia
Inizia la sua carriera correndo nel mezzofondo e nel cross. In quest'ultima specialità ha vinto due volte la medaglia d'argento mondiale: nel 1999 dietro a Paul Tergat e nel 2003 alle spalle di Kenenisa Bekele.
Nel 2000 ha partecipato alle Olimpiadi di Sidney piazzandosi 4º nei 10.000 metri. Nello stesso anno ha per la prima volta corso la mezza maratona in meno di un'ora: 59:31 a Lisbona. In questa specialità ha stabilito il proprio record personale alla Fortis Rotterdam Half-Marathon in 59:27 il 9 settembre 2007.  In precedenza, il 24 marzo, aveva vinto la Hervis Prague International Half-Marathon con il record della corsa: 1h:01.
Debutta nella maratona a Chicago nel 2005 piazzandosi quinto.
Il 7 ottobre 2007 ha vinto la maratona di Chicago in 2:11:11, al fotofinish dopo uno sprint di 300 metri con Jaouad Gharib su Columbus Drive in una giornata molto calda (31 °C).

## Altre competizioni internazionali
1999
- Argento al Giro Media Blenio ( Dongio) - 28'38"
- 6º al Nairobi International Crosscountry ( Nairobi) - 37'06"
- 5º al Cross Internacional Valle de Llodio ( Llodio) - 28'38"

2000
- Bronzo alla Mezza maratona di Lisbona ( Lisbona) - 59'31"
- Oro alla Stramilano ( Milano) - 1h00'49"
- Argento al Giro Media Blenio ( Dongio) - 29'03"
- Bronzo al Cross di Alà dei Sardi ( Alà dei Sardi) - 25'20"
- 4º al Nairobi International Crosscountry ( Nairobi) - 36'19"
- Bronzo al Cross Internacional Valle de Llodio ( Llodio) - 30'32"
- Oro all'Antrim International Cross Country ( Antrim) - 24'55"

2001
- Oro alla Stramilano ( Milano) - 1h00'42"
- 5º al Campaccio ( San Giorgio su Legnano) - 37'15"
- Oro all'Almond Blossom Cross Country ( Albufeira) - 20'34"

2002
- Oro alla Mezza maratona di Udine ( Udine) - 59'45"
- 9º alla Mezza maratona di Nizza ( Nizza) - 1h06'42"
- 4º al Cross Internacional Valle de Llodio ( Llodio) - 26'59"

2003
- Argento alla Stramilano ( Milano) - 1h00'53"
- Bronzo alla Mezza maratona di Bogotà ( Bogotà) - 1h05'03"
- Argento al Giro Media Blenio ( Dongio) - 28'44"
- Oro all'Almond Blossom Cross Country ( Albufeira) - 29'33"

2004
- 18º alla Mezza maratona di Lisbona ( Lisbona) - 1h07'20"
- 26º alla Zevenheuvelenloop ( Nimega), 15 km - 47'20"
- 5º al Giro Media Blenio ( Dongio) - 29'04"
- 4º alla Peachtree Road Race ( Atlanta) - 28'11"
- Argento al Campaccio ( San Giorgio su Legnano) - 35'19"
- 6º al Cross di Alà dei Sardi ( Alà dei Sardi) - 33'01"

2005
- 5º alla Maratona di Chicago ( Chicago) - 2h07'46"
- Argento alla Mezza maratona di Rotterdam ( Rotterdam) - 59'46"
- 7º alla Mezza maratona di Berlino ( Berlino) - 1h02'34"
- Bronzo alla Corrida Internacional de São Silvestre ( San Paolo), 15 km - 45'30"
- Argento al Giro Media Blenio ( Dongio) - 28'53"
- Argento al Giro podistico internazionale di Castelbuono ( Castelbuono) - 34'34"

2006
- 11º alla Maratona di Amsterdam ( Amsterdam) - 2h14'22"
- 9º alla Mezza maratona di Rotterdam ( Rotterdam) - 1h01'44"
- 4º alla City-Pier-City Loop ( L'Aia) - 1h01'50"
- 5º alla World's Best 10 km ( San Juan) - 28'37"

2007
- Oro alla Maratona di Chicago ( Chicago) - 2h11'11"
- 5º alla Maratona di Rotterdam ( Rotterdam) - 2h12'23"
- 4º alla Mezza maratona di Delhi ( Nuova Delhi) - 1h02'03"
- 4º alla Mezza maratona di Rotterdam ( Rotterdam) - 59'26"
- Oro alla Mezza maratona di Praga ( Praga) - 1h01'00"
- Argento alla Corrida Internacional de São Silvestre ( San Paolo), 15 km - 46'52"
- Argento alla Great Wales Run ( Cardiff) - 28'50"

2008
- Oro alla Maratona di Honolulu ( Honolulu) - 2h14'35"
- Argento alla BIG 25 Berlin ( Berlino), 25 km - 1h14'04"
- 14º alla Mezza maratona di Berlino ( Berlino) - 1h01'45"

2009
- Oro alla Maratona di Praga ( Praga) - 2h07'48"
- Oro alla Maratona di Honolulu ( Honolulu) - 2h12'14"

2010
- 19º alla Maratona di Praga ( Praga) - 2h21'20"
- Argento alla Rock 'n' Roll Virginia Beach Half Marathon ( Virginia Beach) - 1h02'51"

2011
- Argento alla Maratona di Vienna ( Vienna) - 2h08'41"
- Argento alla Honolulu Marathon ( Honolulu) - 2h14'58"
- 8º alla San Blas Half Marathon ( Coamo) - 1h06'10"

2012
- 21º alla Maratona di Vienna ( Vienna) - 2h14'24"
- 5º alla San Diego Rock 'n' Roll Marathon ( San Diego) - 2h11'39"
- 4º alla Honolulu Marathon ( Honolulu) - 2h14'55"
- 5º alla San Blas Half Marathon ( Coamo) - 1h07'42"

2013
- 9º alla Yellow River Estuary International Marathon ( Dongying) - 2h19'34"
- 11º alla Guangzhou International Marathon ( Guangzhou) - 2h27'29"

2014
- 8º alla Kuala Lumpur Standard Chartered Marathon ( Kuala Lumpur) - 2h25'49"